# Doin’ the New Low Down
Doin’ the New Low Down ist ein Lied, das Jimmy McHugh (Musik) und Dorothy Fields (Text) verfassten und 1928 veröffentlichten.

## Hintergrund

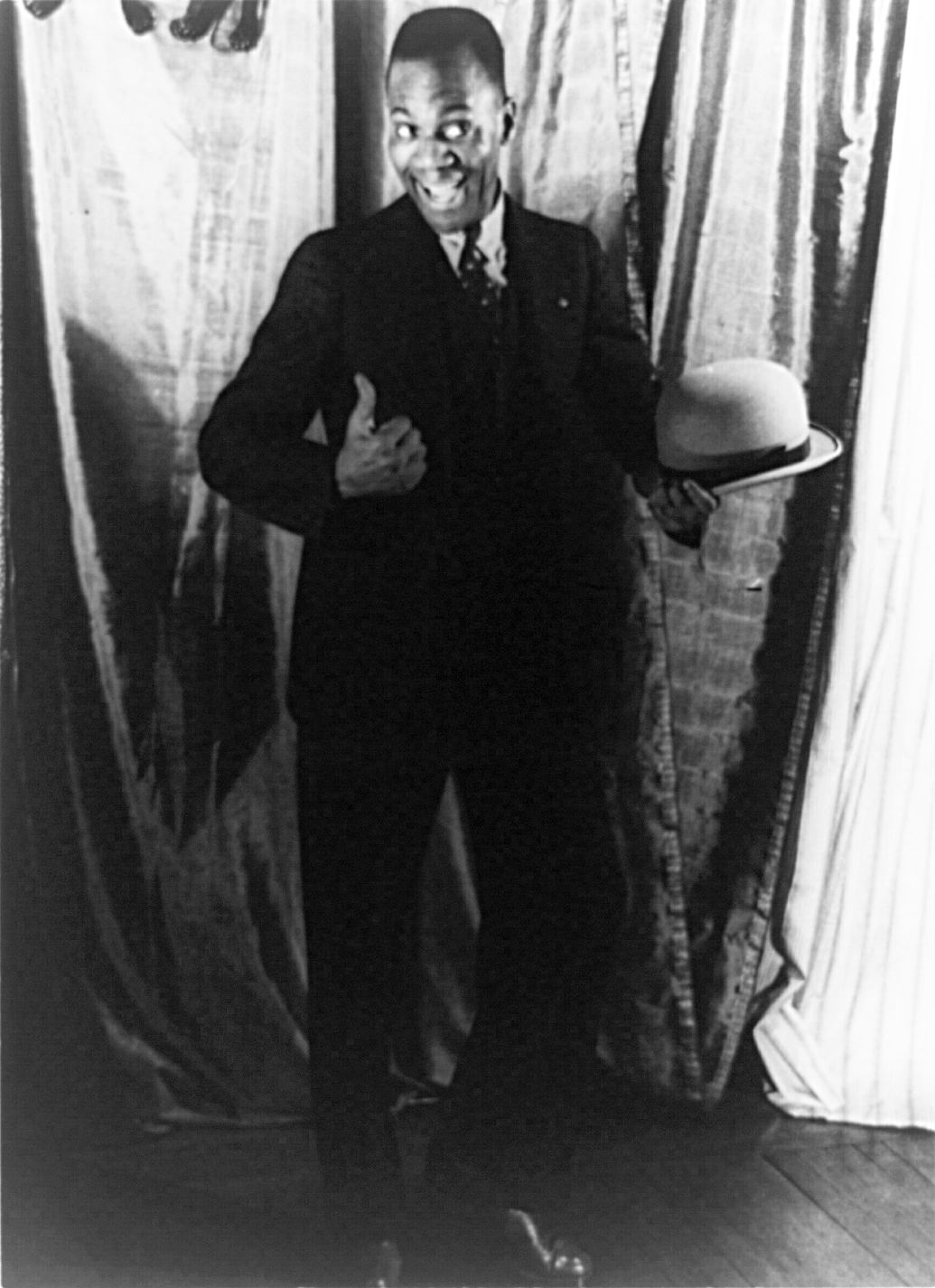
Bill Robinson, 25. Januar 1933
Fotografie von Carl van Vechten, aus der Van Vechten Collection der Library of Congress

Nachdem McHugh und Fields Songs für eine Reihe von Revuen im Cotton Club geschrieben hatten, heuerte sie der Produzent Lew Leslie an, Lieder für die Revue Blackbirds of 1928 zu schreiben. Drei Wochen vor der Eröffnung kam der Tänzer Bill „Bojangles“ Robinson dazu, und McHugh/Fields sollten speziell für Bojangles eine Nummer schreiben; Doin' the New Low Down wurde darauf Bojangles’ Broadway-Debüt.
Das Wort Low Down hatte in dieser Zeit mehrere Bedeutungen im Slang, von gemein bis gefühlvoll, wie in Eubie Blakes und Noble Sissles Lowdown Blues sowie in George und Ira Gershwins Sweet and Lowdown. In den 1920er- und 30er-Jahren hatte der Begriff Low Down auch eine afroamerikanische Konnotation, verbunden mit einem in Harlem populären Tanz. Darauf beziehen sich Musiktitel wie Fred Roses When Jenny Does Her Lown Down Dance, Irving Berlins When the Folks High Up to the New Low Down und Don' the Uptown Lowdown (1933) von Harry Revel und Mack Gordon.

## Erste Aufnahmen und spätere Coverversionen
Zu den Musikern, die den Song ab 1927 aufnahmen, gehörten in den Vereinigten Staaten Bill Robinson selbst (begleitet von Irving Mills and His Hotsy Totsy Gang), Elizabeth Welsh, Jack Pettis and His Pets (Victor), Duke Ellington Orchestra (alias The Harlem Footwarmers, mit Irving Mills, Gesang), die California Ramblers, Lawrence Welk, Billy Cotton & His Cotton Pickers (Regal MR-2028) und die Mississippi Maulers, in London Jack Hylton und in Berlin Lud Gluskin. Der Diskograf Tom Lord listet im Bereich des Jazz insgesamt 91 (Stand 2015) Coverversionen.
Bill Robinson nahm Doin' The New Low Down 1932 erneut mit dem Don Redman Orchestra und The Mills Brothers auf. 1932 sang ihn Margie Hines für die Trickfilmfigur Betty Boop. In späteren Jahren nahmen u. a. auch Isham Jones, Joe Venuti, Elmer Snowden/Cliff Jackson, Django Reinhardt & Philippe Brun, das Casa Loma Orchestra/Mildred Bailey, Abe Lyman and his Orchestra (mit Ella Logan, Gesang), Svend Asmussen, Pearl Bailey, Art Hodes, Bob Wilber & Kenny Davern den Song auf.